# Кизическая слобода
Кизическая слобода (тат. Кизисә, Кизитсә) — историческое название поселения, возникшего вокруг Кизического Введенского мужского монастыря и ныне находящегося в городской черте Казани, являясь микрорайоном на территории Московского района.

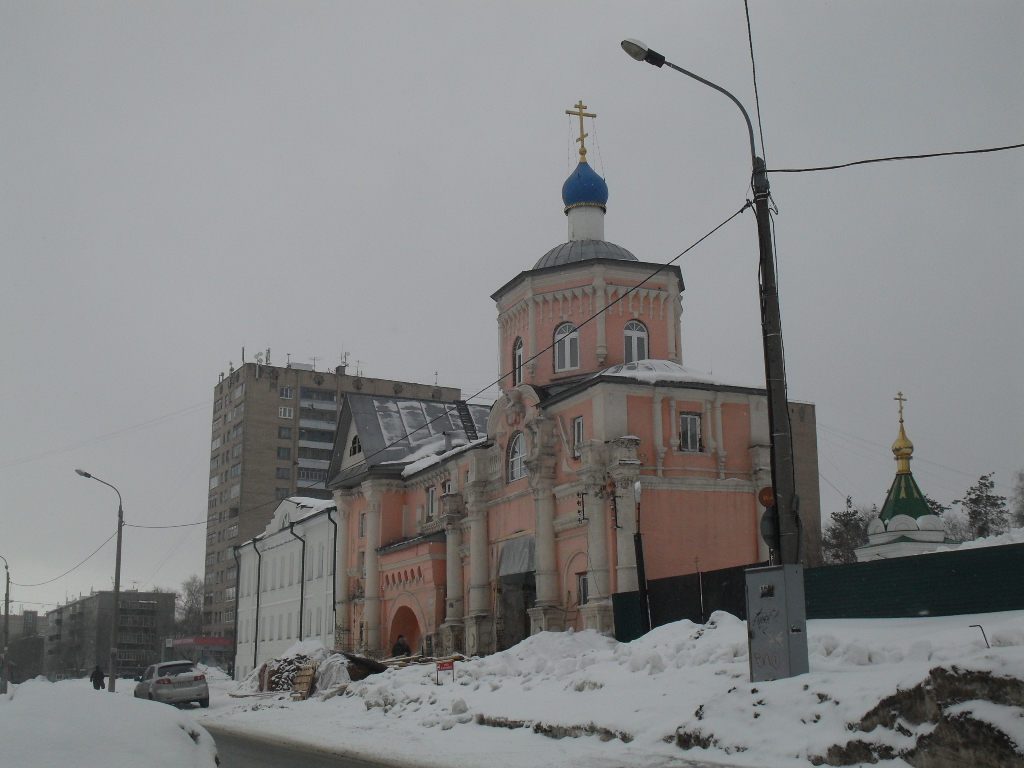
Кизический Введенский монастырь на улице Правосудия в слободе

Ранее входила в состав Каймарской волости Казанского уезда Казанской губернии.
В настоящее время имеет статус «территории достопримечательного места регионального (республиканского) значения „Культурный слой Кизической слободы города Казани XVII — XVIII веков“».

## Исторические границы

Ядро Кизической слободы, 19 век.

В соответствии с Приложением 6 к Постановлению Кабинета Министров Республики Татарстан № 774 от 30 сентября 2010 г. «О внесении изменений в постановление Кабинета Министров Республики Татарстан от 15.02.2010 № 79 "Об отнесении к объектам культурного наследия регионального (республиканского) значения в виде достопримечательного места культурного слоя города Казани"», граница территории достопримечательного места регионального (республиканского) значения «Культурный слой Кизической слободы города Казани XVII — XVIII веков» проходит:
- квартал, локализуемый улицами Чистопольской, М. Вахитова, Красносельской, парковой зоной вдоль чётной стороны улицы Декабристов по границе домовладений № 2, 4, 8;
- от угла пересечения улиц Декабристов и Горсоветской, вдоль оси улицы Горсоветской до пересечения с улицей 2-й Юго-Западной, поворот на северо-запад, вдоль оси улицы 2-й Юго-Западной до пересечения с улицей Лушникова, поворот на восток, вдоль оси улицы Лушникова по чётной стороне домовладений до пересечения с улицей Декабристов, вдоль оси улицы Декабристов до пересечения с улицей Горсоветской;
- квартал, локализуемый улицами Правосудия, Декабристов, проспектами Ямашева, Ибрагимова, исключая территорию домовладений № 1, 7/42 по проспекту Ямашева, № 44 по проспекту Ибрагимова;
- от угла пересечения улиц Яруллина и Комсомольской поворот по оси улицы Комсомольской до пересечения с улицей Поперечно-Гривской, поворот на юго-восток до пересечения с улицей Гривской, по оси улицы Гривской до пересечения с улицей Ново-Квартальной, по оси улицы Ново-Квартальной до пересечения с улицей Односторонняя Гривка, по оси улицы Односторонняя Гривка до пересечения с улицей Дренажной, поворот на восток в продолжение оси улицы Дренажной между домовладениями № 1, 3 по улице Яруллина до пересечения с улицей Яруллина, поворот на юг по оси улицы Яруллина до пересечения с улицей Комсомольской[5].

Севернее слободы находился Кизический лес, южнее — Козья слобода.

## Образование, развитие

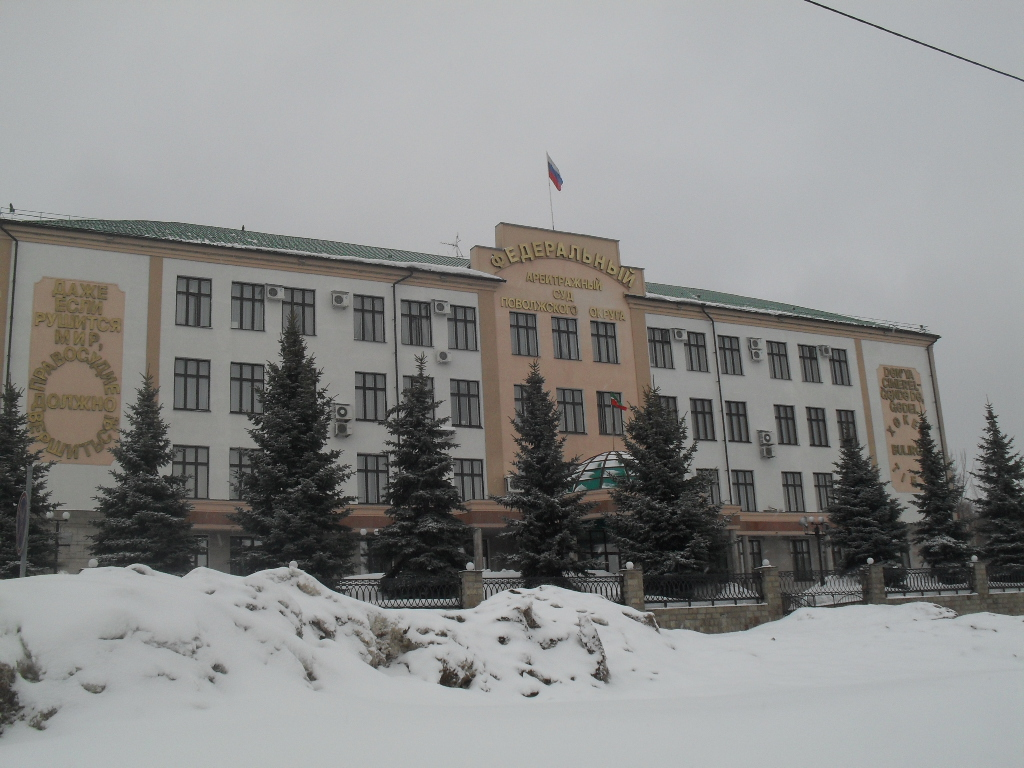
Московский районный суд г.Казани в слободе

Основным образующим фактором слободы был Кизический Введенский мужской монастырь, от которого она получила своё название.
Современный казанский историк А. В. Рощектаев отмечает:
Особенностью Кизической обители можно назвать то, что она, в собственном смысле не была ни внутригородским монастырём, ни пустынью (т. е. обителью загородной). Она расположилась примерно на таком же расстоянии от Казани XVII — XIX веков, как Оптина пустынь — от Козельска. Но при этом Кизическую обитель ни официально, ни неофициально никогда не называли пустынью. Огромный город всегда был рядом, по другую сторону Казанки и заболоченных лугов, а образовавшаяся при монастыре Кизическая слобода (ок. 950 жителей во II половине XIX века) стала малым пригородом сельского типа. Лишь после грандиозного роста Казани в XX веке, монастырь, возрождённый в начале XXI, стал внутригородским.
За советское и постсоветское время в слободе не осталось никаких старых (преимущественно деревянных) зданий, за исключением корпусов Кизического Введенского монастыря, а также исчезли некоторые малые улицы. В ставшей микрорайоном слободе расположены парк Сосновая роща (ранее часть Кизического леса), многочисленные многоэтажные жилые здания, ряд крупных общественных объектов: ДК Химиков, Федеральный Арбитражный суд Поволжского округа, Московский районный суд города Казани, один из крупнейших в городе торгово-развлекательный комплекс «Тандем», бизнес-центр «Ибрагимовский», банк «Тимер банк», гипермаркет стройматериалов, спорткомплекс «Батыр», бассейн «Оргсинтез», автосалон «Транстехсервис» и др.

## Улицы
- Буинская
- Въезжая
- Горсоветская
- Декабристов
- Западный переулок
- Малая Кизическая
- Пожарный переулок
- Поперечно-Кизическая
- Райсоветская
- Юго-Западная
- Юго-Западная 2-я

## Известные уроженцы
24 апреля (7 мая) 1903 г. на ферме Казанского губернского земства, расположенной в непосредственной близости от Кизической слободы, в семье управляющего фермой — агронома А. А. Заболотского, родился известный русский поэт Н. А. Заболоцкий (Заболотский) (1903 — 1958).